# Draževac (gmina miejska Obrenovac)
Draževac (cyr. Дражевац) – wieś w Serbii, w mieście Belgrad, w gminie miejskiej Obrenovac. W 2011 roku liczyła 1442 mieszkańców.